# Лорінян (парафія)
Лорінян (порт. Lourinhã; МФА: [ɫo.ɾi.ˈɲɐ̃]) — парафія в Португалії, у муніципалітеті Лорінян. Розташована в західній частині країни, на теренах історичної португальської провінції Ештремадура. Входить до складу округу Лісабон. За адміністративним поділом, чинним до 1976 року, терени парафії були складовою провінції Ештремадура. Належить до Лісабонського патріархату Католицької церкви. Патрон — Діва Марія. Площа — 39,0327 км². Населення — 9897 ос. (2011). Середньо урбанізований регіон. Густота населення — 253,56 осіб/км²
. Код — 110801.

## Населення
| Кількість мешканців | Кількість мешканців | Кількість мешканців | Кількість мешканців | Кількість мешканців | Кількість мешканців | Кількість мешканців | Кількість мешканців | Кількість мешканців | Кількість мешканців | Кількість мешканців | Кількість мешканців | Кількість мешканців | Кількість мешканців | Кількість мешканців |
| ------------------- | ------------------- | ------------------- | ------------------- | ------------------- | ------------------- | ------------------- | ------------------- | ------------------- | ------------------- | ------------------- | ------------------- | ------------------- | ------------------- | ------------------- |
| 1864                | 1878                | 1890                | 1900                | 1911                | 1920                | 1930                | 1940                | 1950                | 1960                | 1970                | 1981                | 1991                | 2001                | 2011                |
| 3 287               | 4 262               | 5 157               | 5 641               | 6 535               | 7 111               | 7 984               | 9 525               | 10 272              | 8 677               | 7 265               | 8 265               | 7 615               | 8 797               | 9 897               |